# Eratoneura separata
Eratoneura separata är en insektsart som först beskrevs av Beamer 1932.  Eratoneura separata ingår i släktet Eratoneura och familjen dvärgstritar. Inga underarter finns listade i Catalogue of Life.